# Municipalità locale di Ubuntu
Ubuntu è una municipalità locale (in inglese Ubuntu Local Municipality) appartenente alla municipalità distrettuale di Pixley ka Seme della provincia del Capo Settentrionale in Sudafrica. In base al censimento del 2001 la sua popolazione è di 16.375 abitanti.
La sede amministrativa e legislativa è la città di Victoria West; il suo territorio si estende su una superficie di 20.389 km² ed è suddiviso in 4 circoscrizioni elettorali (wards). Il suo codice di distretto è NC071.

## Geografia fisica

### Confini
La municipalità locale di Ubuntu confina a nord con quelle di Kareeberg e Umsombomvu, a nord e a est con quella di Emthanjeni, a est con quella di Inxuba Yethemba (Chris Hani/Provincia del Capo Orientale), a sud con quelle di Camdeboo (Cacadu/Provincia del Capo Orientale), Beaufort West (Central Karoo/Provincia del Capo Occidentale) e con il District Management Areas WCDMA05 e a ovest con quella di Karoo Hoogland.

### Città e comuni
- Hutchinson
- Loxton
- Masinyausane
- Richmond
- Sabelo
- Victoria West

### Fiumi
- Bakensklip
- Brak
- Brakpoort
- Elandsfontein
- Elandskloof
- Gansvlei
- Groen
- Kareebergleegte
- Klein Brak
- Kookfonteinspruit
- Laken
- Ongers
- Reitzvilleleegte
- Slangfontein se
- Sout
- Visgat
- Visgatspruit

### Dighe
- Aspelling Dam
- Brak Dam
- Damplaas Dam
- Loxton Dam
- Niekerkspoort Dam
- Paley Dam
- Soutpoort Dam
- Victoria West Dam